# Kramsk
Kramsk – wieś w Polsce położona w województwie wielkopolskim, w powiecie konińskim, w gminie Kramsk. Siedziba gminy Kramsk. Dawniej miasto; uzyskał lokację miejską w 1440 roku, zdegradowany przed 1550 rokiem. W latach 1975–1998 miejscowość administracyjnie należała do województwa konińskiego.
Kramsk posiada własną gwarę, którą w 1968 roku opisał językoznawca Piotr Bąk, który stąd pochodził.
| SIMC    | Nazwa       | Rodzaj    |
| ------- | ----------- | --------- |
| 0288550 | Kramsk-Łęgi | część wsi |

Kramsk podzielony jest między dwa sołectwa: sołectwo Kramsk obejmujące właściwą część wsi, oraz sołectwo Kramsk-Łęgi obejmujące jego wschodnią część Kramsk-Łęgi wraz z wsią Strumyk.

## Historia
Pierwsze wzmianki o miejscowości sięgają początków XII wieku, kiedy to wieś nazywana wtedy Kramspko została wymieniona jako część uposażenia biskupstwa w Płocku. Około roku 1485 właścicielem Kramska został starosta koniński i pyzderski Ambroży Pamperski. W tym czasie we wsi istniał już folwark, karczma, młyn i drewniany kościół. Po II rozbiorze Polski w 1793 roku Kramsk dostał się pod panowanie pruskie. Cesarz Fryderyk Wilhelm II nadał dobra wiejskie Fryderykowi von Vogel i odtąd aż do 1874 roku był własnością prywatną, kiedy to grunty zostały wykupione przez włościan, którzy następnie rozdzielili je między siebie.
W 1815 roku w wyniku postanowień kongresu wiedeńskiego, Kramsk znalazł się w granicach guberni kaliskiej Królestwa Polskiego. Pod koniec XIX wieku w Kramsku istniała elementarna szkoła rosyjska z jednym nauczycielem, karczma prowadzona przez mieszkańca pochodzenia żydowskiego. Z rzemieślników należy wymienić dwóch szewców, trzech stolarzy, dwóch cieśli, dwóch dekarzy, i dwóch kowali. Raz w miesiącu odbywały się w Kramsku jarmarki. W 1886 roku powstała staraniem mieszkańców Ochotnicza Straż Pożarna. Ludność wsi liczyła wtedy 1069 mieszkańców. Po odzyskaniu w 1918 roku niepodległości przez Polskę, w Kramsku powstał Urząd Gminy, Poczta Polska, posterunek Policji Państwowej, a także siedmioklasowa szkoła. W kwietniu 1925 roku wieś została prawie doszczętnie zniszczona przez pożar. W przededniu wybuchu II wojny światowej Kramsk liczył 1611 mieszkańców. W czasie okupacji niemieckiej nazwę wsi zmieniono na Kramsried. W październiku 1940 roku na terenie wsi Niemcy rozstrzelali 4 osoby. 21 stycznia 1945 roku Kramsk zajęły wojska Armii Czerwonej.
W okresie PRL-u we wsi powstała baza maszynowa Spółdzielni Kółek Rolniczych. 

## Demografia
Poniższa demografia jest z 2021
| Opis                                | Ogółem | Ogółem | Kobiety | Kobiety | Mężczyźni | Mężczyźni |
| ----------------------------------- | ------ | ------ | ------- | ------- | --------- | --------- |
| Jednostka                           | osób   | %      | osób    | %       | osób      | %         |
| Populacja                           | 1762   | 100    | 962     | 54,6    | 800       | 45,4      |
| Wiek przedprodukcyjny (0–17 lat)    | 326    | 18,5   | 165     | 9,36    | 161       | 9,14      |
| Wiek produkcyjny (18–65 lat)        | 1094   | 62,09  | 574     | 32,58   | 520       | 29,51     |
| Wiek poprodukcyjny (powyżej 65 lat) | 342    | 19,41  | 223     | 12,66   | 119       | 6,75      |

## Galeria

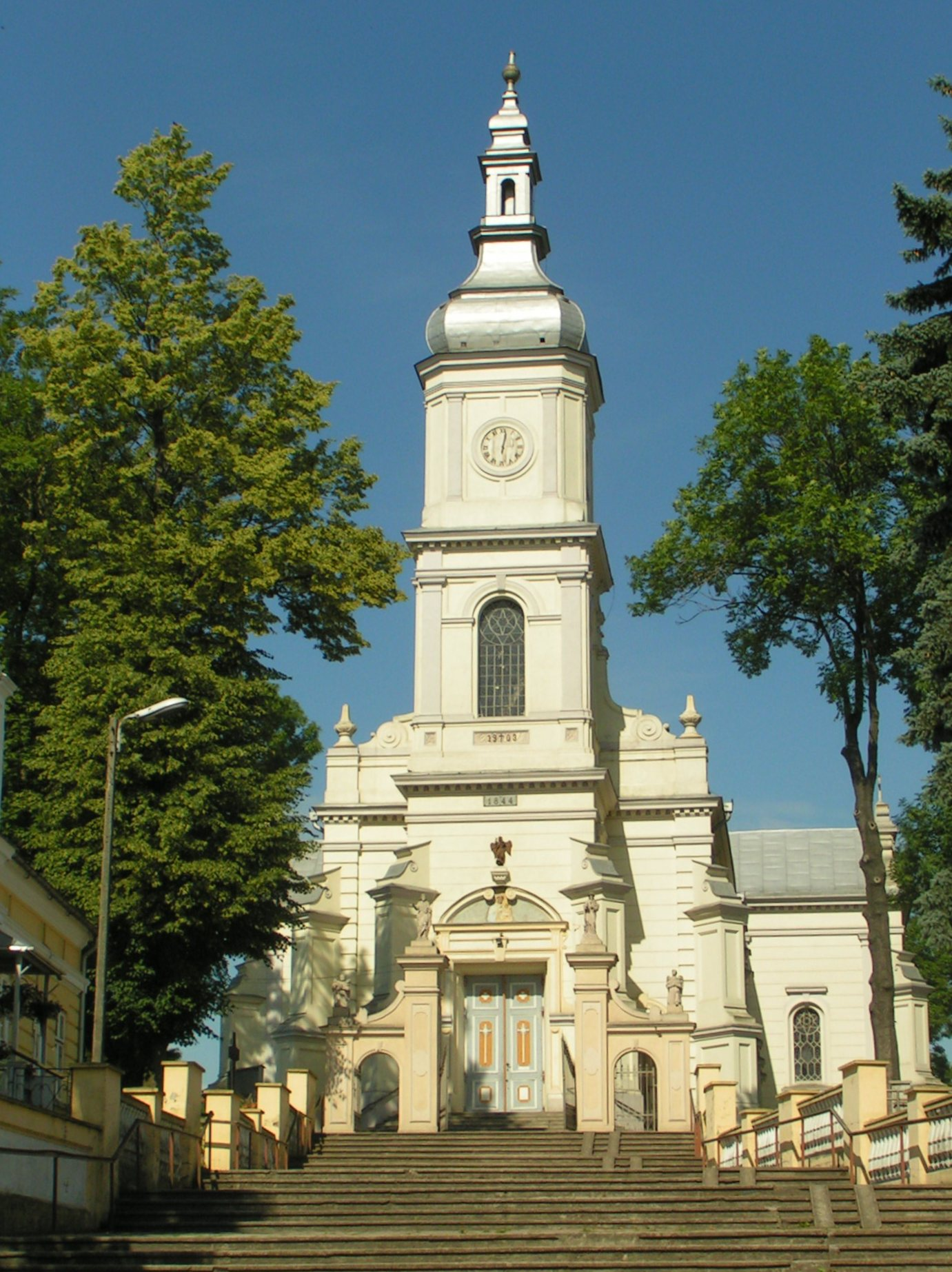
Kościół św. Stanisława BM
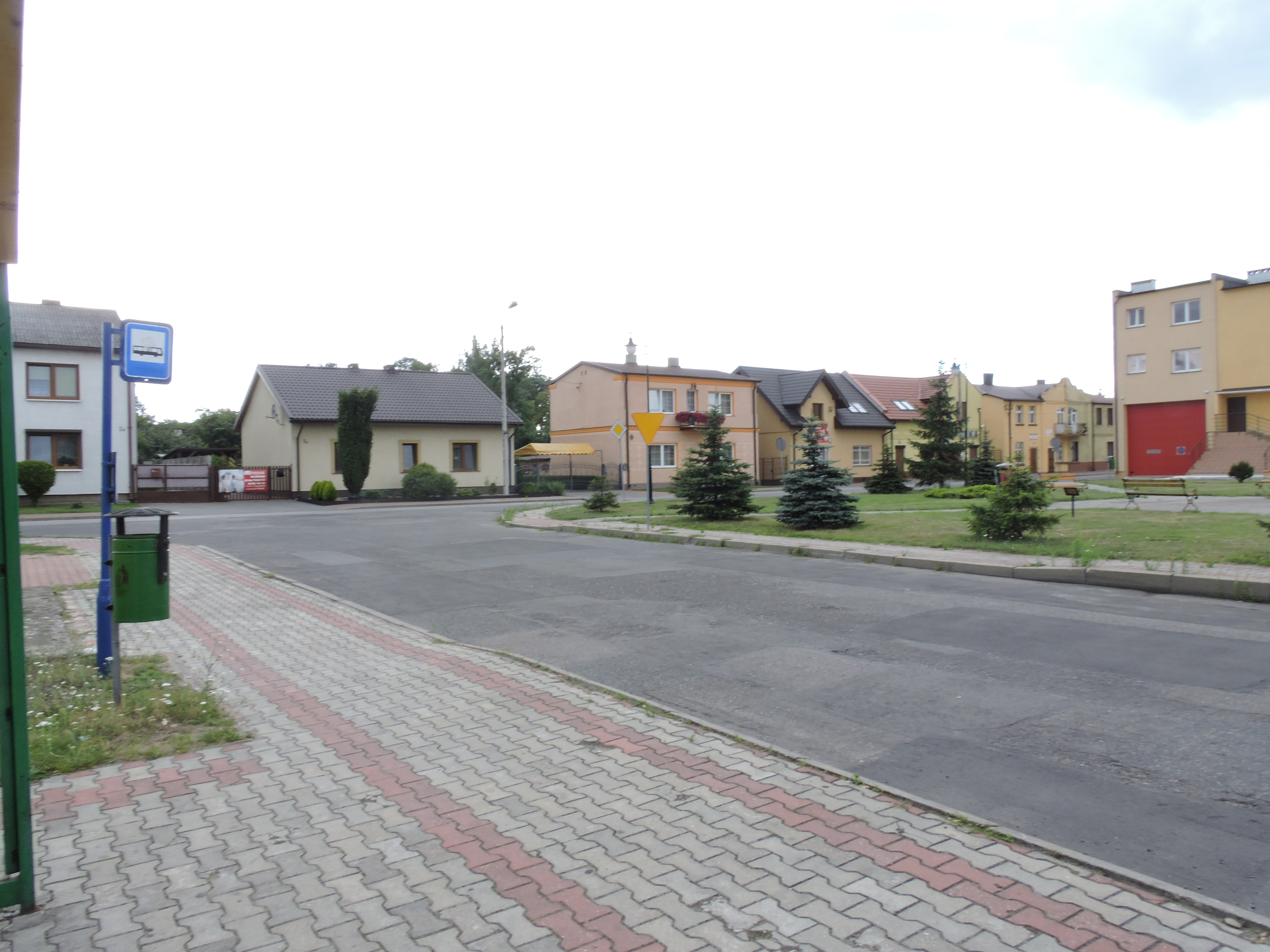
Rynek w Kramsku (2016)
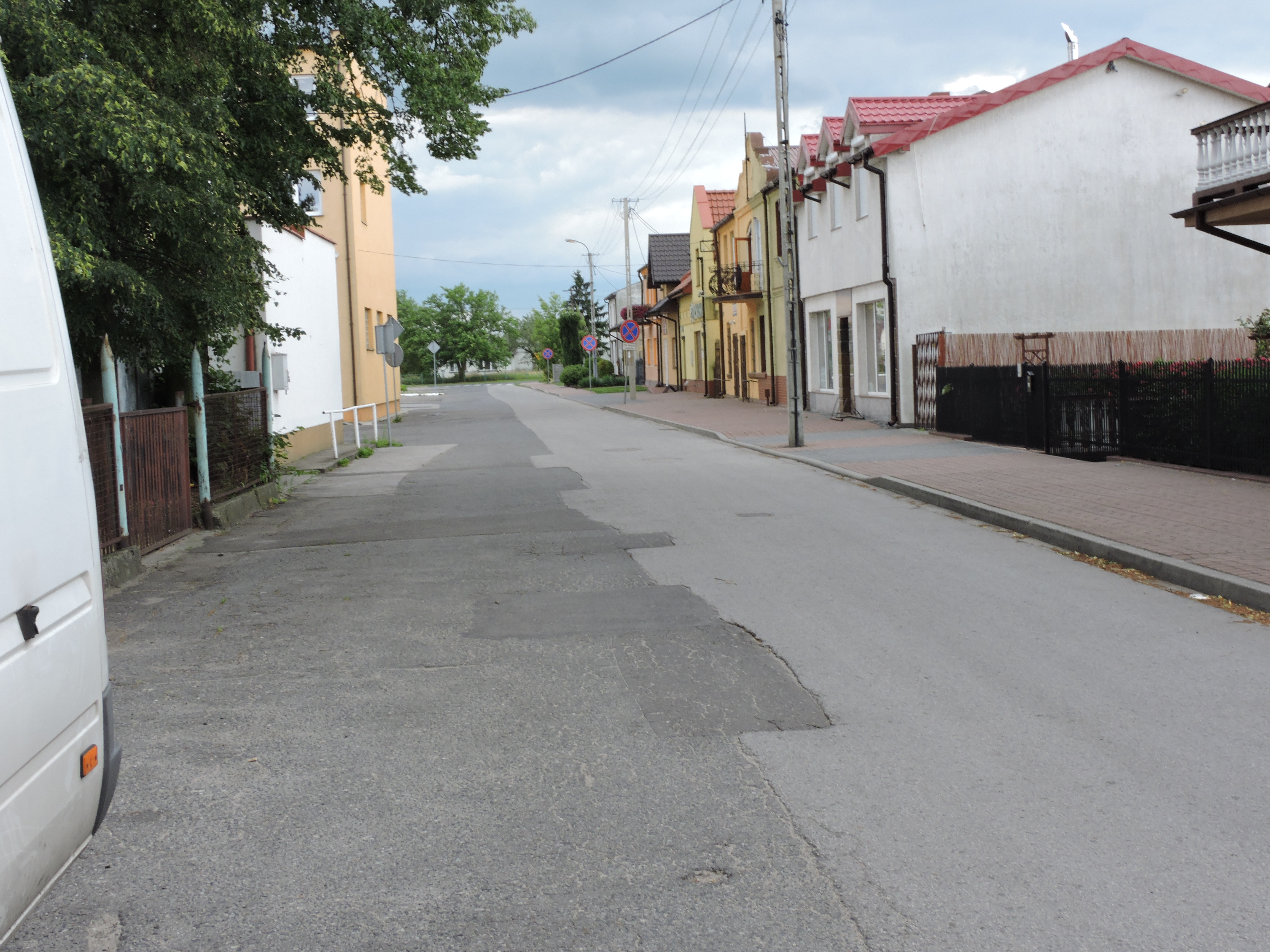
Rynek w Kramsku (2016)
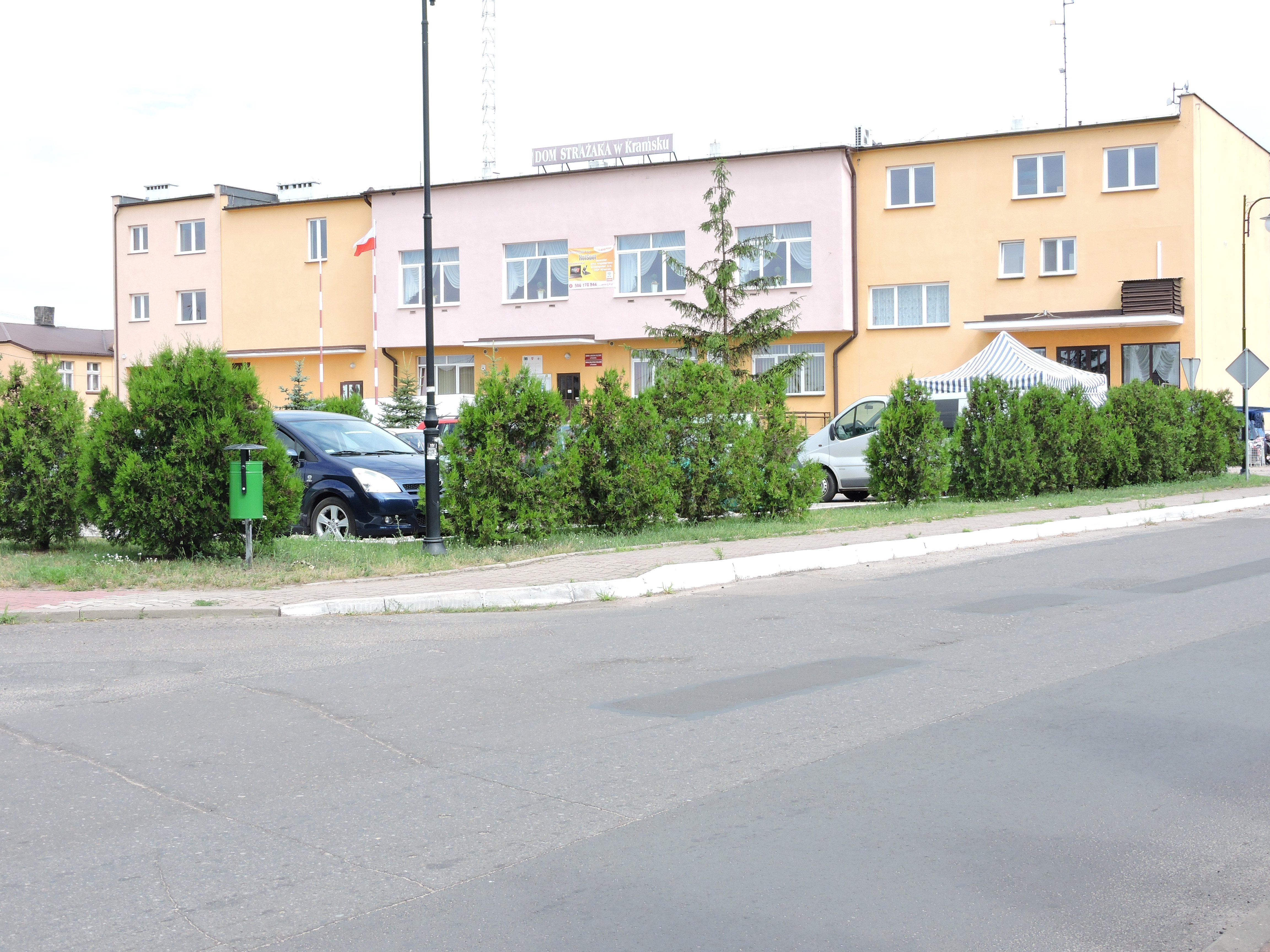
Biblioteka, Gminny Ośrodek Kultury i remiza na Rynku (2016)
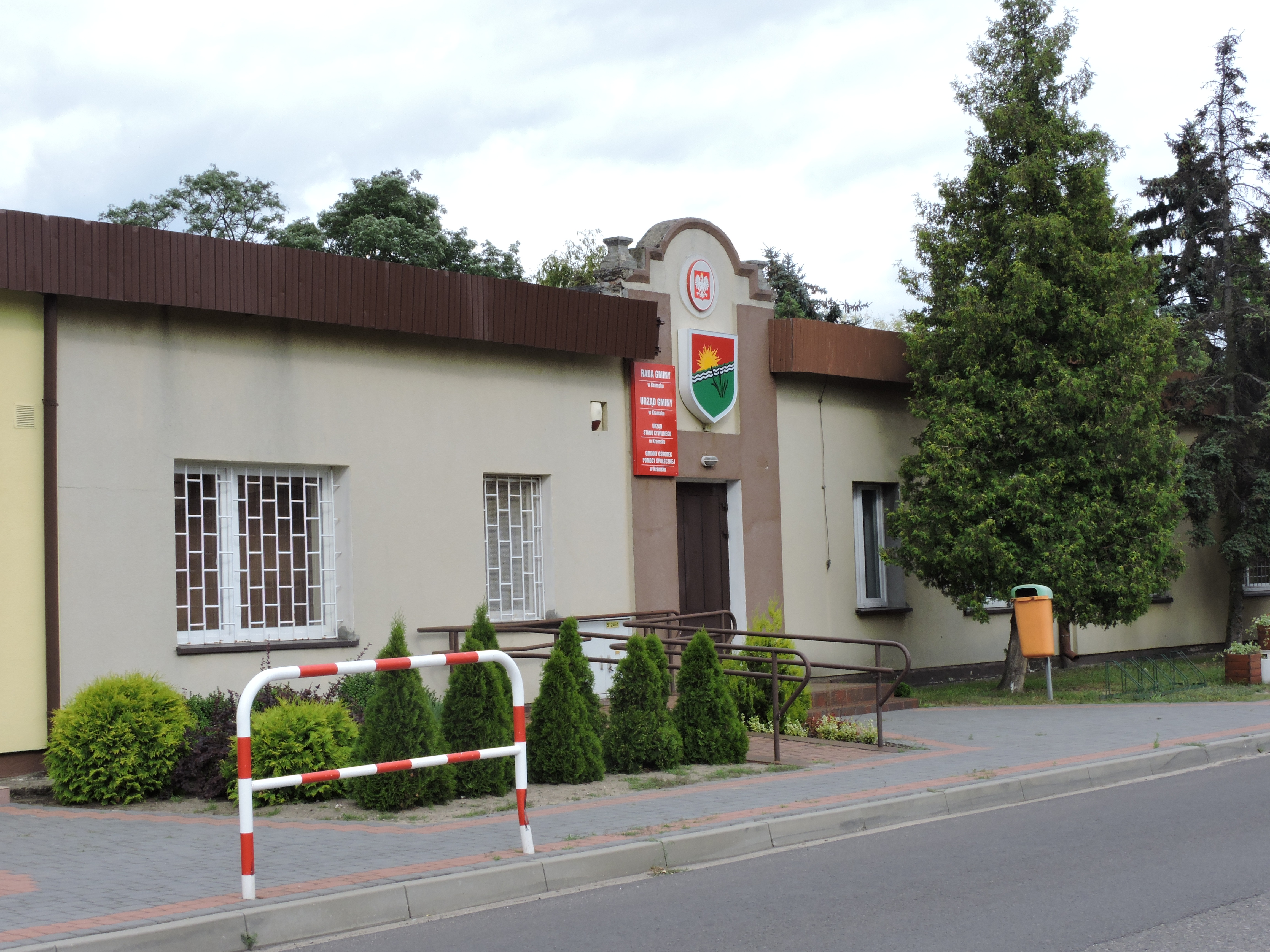
Urząd Gminy (2016)